# زمین‌لرزه ۱۹۰۹ اندونزی
زمین‌لرزه اندونزی  در تاریخ ۳ ژوئن ۱۹۰۹ میلادی، برابر با ‎۱۳ خرداد ۱۲۸۸، ساعت ۱۸:۴۰:۴۸ به زمان یوتی‌سی در اندونزی رخ داد. بزرگی آن ۷٫۲ در مقیاس Mw اعلام شده‌است. زمین‌لرزه به وقت محلی در روز جمعه، ساعت ۱ روی داده و منطقه زمانی آن یوتی‌سی +۷ بوده‌است .
سازمان زمین‌شناسی آمریکا نیز جای این زمین‌لرزه را در مختصات ۲°جنوبی ۱۰۱°شرقی / ۲°جنوبی ۱۰۱°شرقی و بزرگی آنرا برابر با ۷٫۶ در مقیاس ریشتر اعلام کرده‌است. ژرفای گزارش شده از سوی این سازمان ۴۰ کیلومتر می‌باشد.
سونامی در این زلزله گزارش شده‌است.